# David Cox (statistiker)
 For alternative betydninger, se David Cox. (Se også artikler, som begynder med David Cox)
Sir David Roxbee Cox FRS FBA FRSE (født 15. juli 1924, død 19. januar 2022) var en fremtrædende britisk statistiker. Han bidrog til bl.a. logistisk regression og lagde navn til både Cox-regression og Cox-processen.
Han modtog Copleymedaljen i 2010.